# Oxyethira parazteca
Oxyethira parazteca is een schietmot uit de familie Hydroptilidae. De soort komt voor in het Neotropisch gebied.